# (4020) Dominique
(4020) Dominique (1981 ET38) – planetoida z grupy pasa głównego asteroid okrążająca Słońce w ciągu 4,63 lat w średniej odległości 2,78 j.a. Odkryta 1 marca 1981 roku.